# Anthophora amseli
Anthophora amseli är en biart som beskrevs av Hans Hedicke 1936. Anthophora amseli ingår i släktet pälsbin, och familjen långtungebin. Inga underarter finns listade i Catalogue of Life.